# Люлинцы (Тернопольская область)
Люлинцы (укр. Люлинці) — село в Лановецкой городской общине Кременецкого района Тернопольской области Украины.
До 2020 года входило в Лановецкий район.
Код КОАТУУ — 6123881805. Население по переписи 2001 года составляло 265 человек.

## Географическое положение
Село Люлинцы находится на правом берегу реки Бугловка,
ниже по течению на расстоянии в 1 км расположено село Огрызковцы,
на противоположном берегу — село Буглов.

## История
- Село известно с XVII века.
- В XX веке было присоединено к селу Буглов.
- В 1988 году село было восстановлено.